# اگی اویدا
اگی اویدا (انگلیسی: Augie Ojeda؛ زادهٔ ۲۰ دسامبر ۱۹۷۴) بازیکن بیس‌بال اهل ایالات متحده آمریکا است.
وی در مسابقات کشوری و بین‌المللی در مجموع برندهٔ ۱ مدال برنز شده‌است.